# Суперкубок України з волейболу серед жінок 2024
Суперкубок України серед жіночих волейбольних команд відбувся 2 листопада 2024 року в Городку Хмельницької області.

## Учасники
Учасники турніру:
| Команда     | Місто    | Сезон 2023/2024                     |
| ----------- | -------- | ----------------------------------- |
| «Буковинка» | Чернівці | Бронзовий призер чемпіонату України |
| СК «Балта»  | Балта    | Бронзовий призер Кубка України      |

## Матч
| Дата      | Час   |             | Рахунок |            | Сет 1 | Сет 2 | Сет 3 | Сет 4 | Сет 5 | Всього | Звіт |
| --------- | ----- | ----------- | ------- | ---------- | ----- | ----- | ----- | ----- | ----- | ------ | ---- |
| 2.11.2024 | 19:00 | «Буковинка» | 3–1     | СК «Балта» | 25–16 | 17–25 | 25–16 | 25–12 |       | 92–69  |      |

| 2                | Україна | Лідія Лучко           | 12 |
| 6                | Україна | Кристина Нємцева (л)  |    |
| 8                | Україна | Андріана Павлик       | 13 |
| 9                | Україна | Поліна Герасимчук     | 14 |
| 10               | Україна | Станіслава Парфьонова | 5  |
| 11               | Україна | Юлія Камінська        | 4  |
| 23               | Україна | Марина Федчук         | 15 |
| Заміна:          |         |                       |    |
| 16               | Україна | Дарина Оніщенко       | 4  |
| Головний тренер: |         |                       |    |
| Гарій Єгіазаров  |         |                       |    |

| 1                | Україна | Катерина Васильєва (л) |    |
| 2                | Україна | Анастасія Кучер        | 6  |
| 4                | Україна | Ксенія Ратій           | 5  |
| 8                | Україна | Анастасія Горбаченко   | 1  |
| 11               | Україна | Дар'я Макарова         | 5  |
| 15               | Україна | Ірина Ногіна           | 15 |
| 17               | Україна | Анастасія Стрельбицька | 16 |
| Заміни:          |         |                        |    |
| 7                | Україна | Катерина Волченко      |    |
| 10               | Україна | Марія Накоскіна        |    |
| 13               | Україна | Юлія Микитюк           |    |
| 24               | Україна | Яна Прокопова (л)      |    |
| Головний тренер: |         |                        |    |
| Андрій Романович |         |                        |    |

- Арбітри: Віталій Паршин, Андрій Ковальчук